# Federazione di rugby a 15 di Samoa
Samoa Rugby Union è l'organismo di governo del rugby a 15 a Samoa.
La SRU faceva parte della Pacific Islands Rugby Alliance (PIRA) insieme a Figi e Tonga. Nel luglio 2009 decise di abbandora la PIRA a causa dello scarso tornaconto economico.
Ci sono 12 unioni provinciali supportate da più di 120 club, con circa 5000 iscritti senior e il doppio di iscritti delle giovanili. Tutto questo in una nazione con una popolazione di poco meno di 175000 persone.
La Western Samoa Rugby Football Union, l'odierna SRFU, nacque nel 1924. Entrò nell'International Rugby Board nel 1988.